# اینتل ۸۰۰۸
اینتل ۸۰۰۸ یک ریزپردازنده بایت‌گرا است که توسط اینتل طراحی و تولید شده و در آوریل ۱۹۷۲ معرفی شد. این ریزپردازنده یک پردازندهٔ ۸ بیتی با یک باس آدرس ۱۴ بیتی بود که می‌توانست تا ۱۶ کیلوبایت حافظه را آدرس دهی بنماید. این تراشه توسط CTC برای پیاده‌سازی پایانه‌های برنامه پذیرشان استفاده شد که بعد به دلیل اینکه این تراشه توان اجرایی مورد نیاز را نداشت، با پردازنده‌های خود CTC جایگزین شد.

## نگارخانه

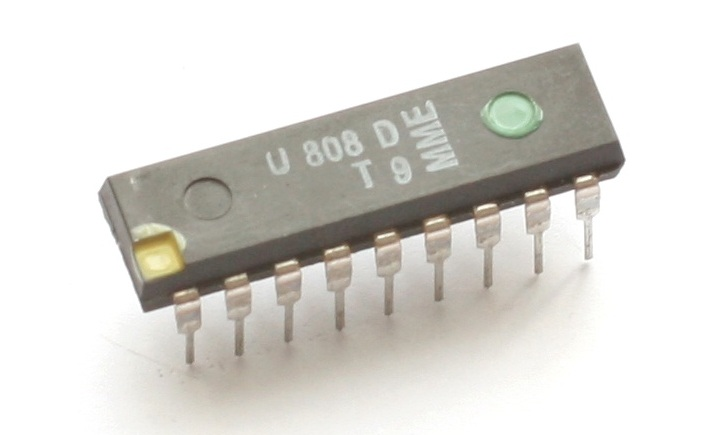
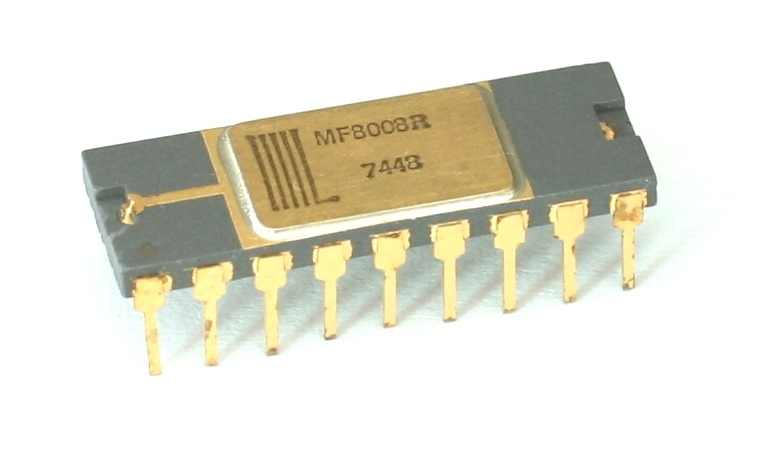
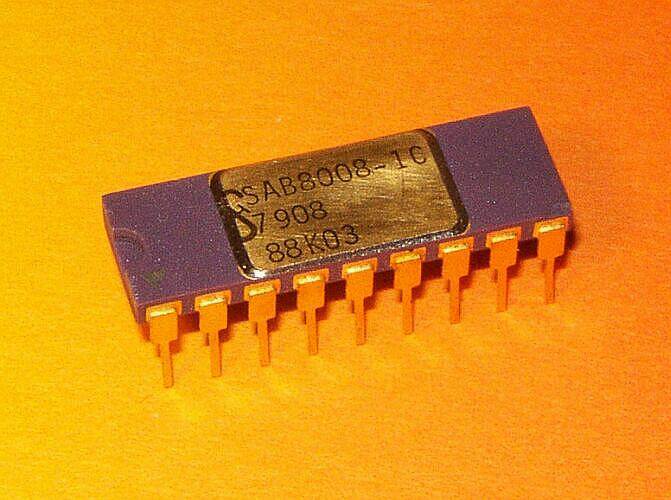